# نیروهای پاک‌سازی چرنوبیل

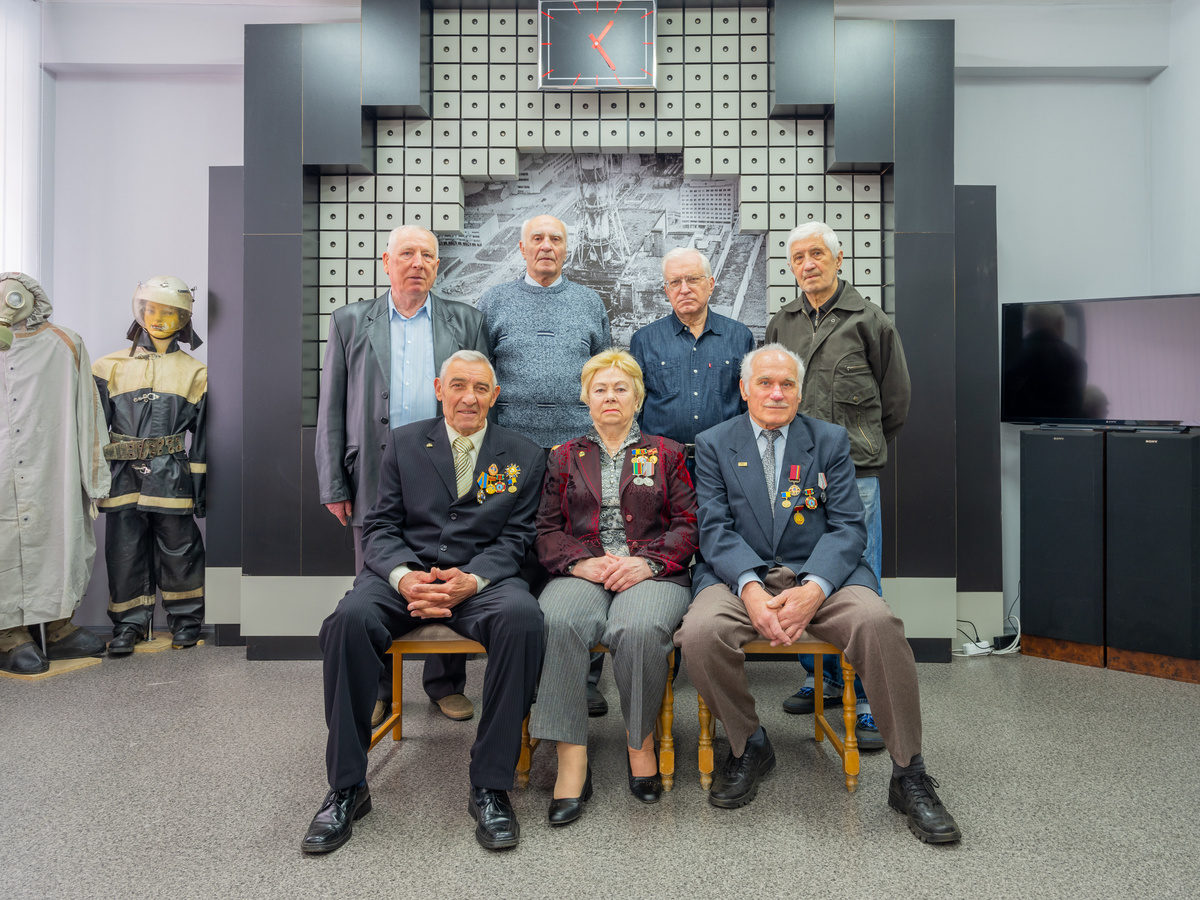
گروهی از نیروهای پاکسازی در سی و دومین سالگرد فاجعه چرنوبیل، ۲۰۱۸ در موزه اسلاوتویچ جمع شده‌اند

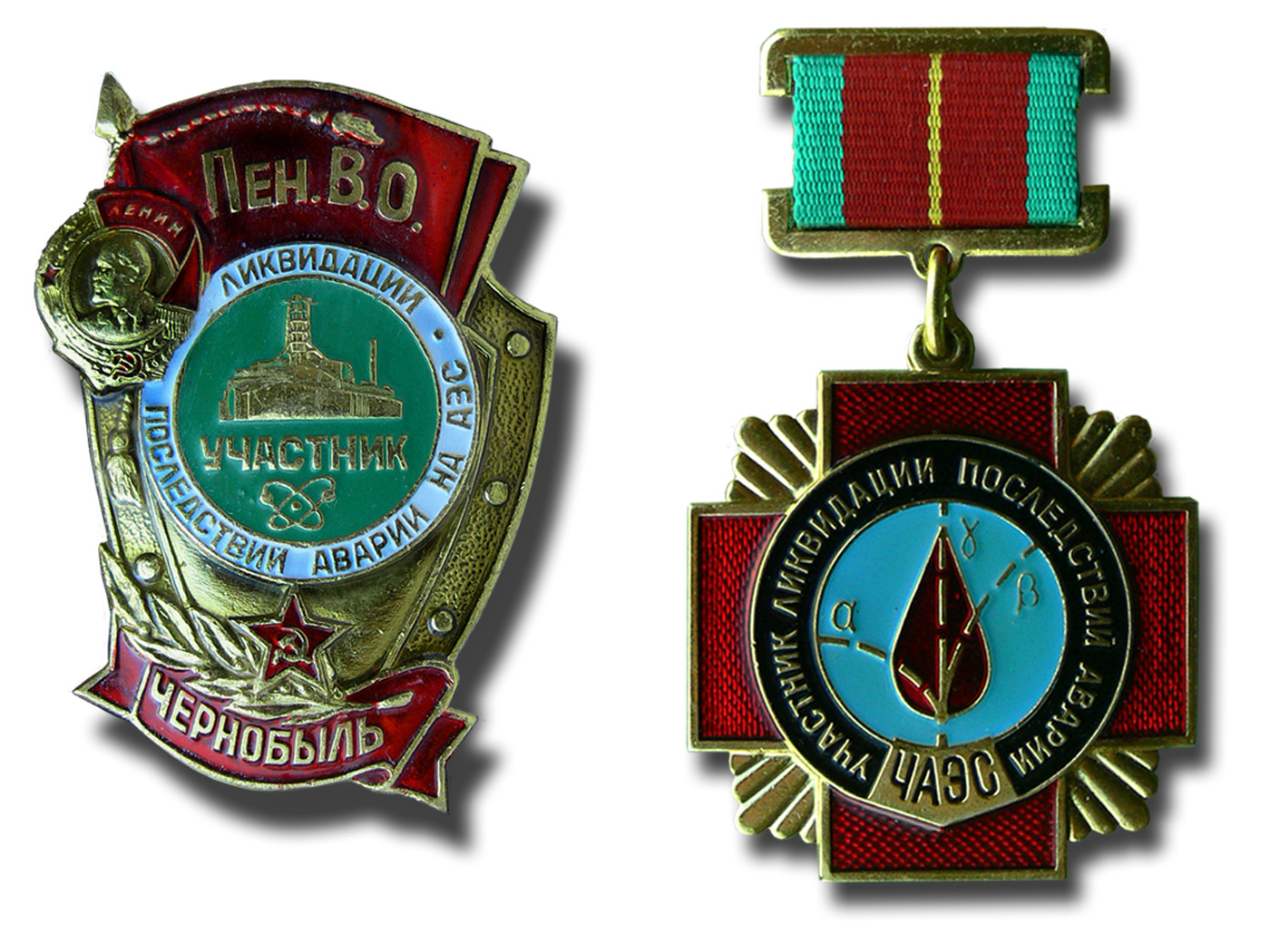
نشان نظامی شوروی (سمت چپ) و مدال اعطا شده به نیروهای پاک‌سازی.

نیروهای پاک‌سازی چرنوبیل گروهی از پرسنل غیرنظامی و نظامی بودند که برای مقابله با عواقب فاجعه هسته‌ای چرنوبیل در سال ۱۹۸۶ در اتحاد جماهیر شوروی در محل این رخداد فراخوانده شدند. این نیروها به خاطر محدود کردن خسارت‌های فوری و طولانی‌مدت فاجعه نیکنامی و قدردانی فراوانی برای خود خریدند.
گروهی از نیروهای پاکسازی که هنوز زنده‌اند به دلیل وضعیت جانبازی خود واجد مزایای اجتماعی قابل توجهی هستند. بسیاری از این نیروها به عنوان قهرمان مورد ستایش دولت شوروی و مطبوعات قرار گرفتند، در حالی که برخی دیگر، سال‌ها تلاش کردند تا مشارکت خود را به تأیید رسمی دولت برسانند.